# 路線圖
路線圖（英語：Transit map）是一幅示意圖形式的拓撲地圖，顯示大眾運輸系統的路線和車站，無論是巴士線、有軌電車路線、地鐵、通勤鐵路或渡輪路線。主要包括以顏色標籤的路線顯示各條路線，並以帶名稱的圖示顯示地鐵站或巴士站。
路線圖可在車輛上、月台上、列印在時間表上或展示在網上。其目的是幫助使用者有效地使用公共交通系統，包括哪些車站是轉乘站。與傳統地圖不同，路線圖一般不按地理繪製，而是以直線、橫線和特定角度，通常以相同距離顯示路線的各個車站，並將中心部分擴大而外圍部分壓縮。

## 歷史
路線圖起初都是按照地理繪製的，但不同路線的抽象路線圖可以追溯至1908年倫敦的區域線，另外歐洲和美國鐵路路線圖也有早於1890年代就放棄地理特徵而拉直路線。倫敦及東北鐵路的喬治·道是首個在1929年以示意圖顯示整個鐵路網絡的人，這啟發了哈利·貝克在1933年推出他的倫敦地鐵路線圖。
在此以後，許多交通機構都以示意圖形式展現各自的網絡，部分則以混合地形繪製。
早期的柏林地鐵、柏林城市快鐵、波士頓地鐵、巴黎地鐵及紐約地鐵也以示意圖形成顯示。
馬德里地鐵路線圖2007年版本進一步將對角線也取消，只以橫線和直線顯示。在遭到各方投訴後，公司在2013年改回至原有的路線圖。
路線圖日益數碼化，並可在網上顯示。

## 延伸閱讀
- Mr Beck's Underground Map, Ken Garland, Capital Transport, London, 1994.  ISBN 1-85414-168-6
- No Need To Ask, David Leboff and Tim Demuth, Capital Transport, London, 1999.  ISBN 1-85414-215-1
- Metro Maps Of The World, Mark Ovenden, Capital Transport, London, 2003.  ISBN 1-85414-288-7
- Das Berliner U- und S-Bahnnetz, Alfred B. Gottwaldt, TransPress, Stuttgart, 2004.  ISBN 3-613-71227-X
- Telling the passenger where to get off, Andrew Dow, Capital Transport, London, 2005. ISBN 1-85414-291-7
- Underground Maps After Beck, Maxwell J. Roberts, Capital Transport, London, 2005. ISBN 1-85414-286-0
- Transit Maps of the world, Mark Ovenden, Penguin books, New York, 2007. ISBN 978-0-14-311265-5

## 外部連結
- Subways Transport, an extensive site with archive maps on virtually every urban rail system in the world.
- Urban Rail （页面存档备份，存于）